# مایکل اچ هارت
مایکل اچ هارت (به انگلیسی: Michael H. Hart) (متولد ۲۸ آوریل ۱۹۳۲، نیویورک) یک اخترفیزیکدان یهودی آمریکایی است. افزون بر این، او سه کتاب نیز دربارهٔ تاریخ نوشته‌است و مقالات بحث‌انگیزی هم در زمینه‌های گوناگون دارد.

## علم
هارت فارغ‌التحصیل دبیرستان علوم برونکس است.

## تاریخ
مایکل هارت نویسندهٔ کتاب صد نفر: رتبه‌بندی مؤثرترین چهره‌های تاریخ است.